# La higuera de los bastardos
La higuera de los bastardos es una película española dirigida por Ana Murugarren y protagonizada por Karra Elejalde, Carlos Areces y Pepa Aniorte. Está basada en la novela La higuera de Ramiro Pinilla, editada por Tusquets. La película ha sido producida por Joaquín Trincado para Blogmedia. Fue estrenada en España el 24 de noviembre de 2017 y en EE. UU. el 10 de marzo de 2019. 

## Sinopsis
En una época no muy lejana en la que el conflicto y la oscuridad se apoderaron de los territorios en España, la mirada de un niño se cruza con la de Rogelio (Karra Elejalde), el ejecutor. Convencido de que el niño lo matará cuando crezca, Rogelio abandona a sus camaradas y se dedica a cuidar de la higuera que el crío ha plantado sobre la tumba de su padre y hermano. Cipriana (Pepa Aniorte), la mujer del nuevo alcalde (Jordi Sánchez), acrecienta la fama de Rogelio como ermitaño y santón, y convierte el lugar en centro de peregrinaciones. Ermo (Carlos Areces), el codicioso chivato que denunció a la familia, no se separa de Rogelio, convencido, cual golum, de que bajo la higuera se esconde un tesoro. Los antiguos camaradas, que ven con estupor cómo la higuera crece entre los peregrinos señalando el lugar de la ejecución, intentarán que Rogelio abandone su misión para deshacerse de la higuera y borrar el incómodo rastro.

## Producción
La higuera de los bastardos se rodó durante el verano de 2016 en espacios naturales de la localidad de Guecho, en Vizcaya. Es una de las primeras producciones españolas con finishing en 4K y Dolby Atmos.
La directora Ana Murugarren (Esta no es la vida privada de Javier Krahe, El precio de la libertad, Tres mentiras) comentó sobre la producción:
«Cuando leí la novela La higuera, me asaltaron rápidamente dos imágenes: “El Simón del desierto de Buñuel subido en su columna y el tío loco subido al árbol en el Amarcord de Fellini. Me sorprendió encontrar, en su negrura, un sentido del humor a lo Azcona que no esperaba, y que fue ganando peso al escribir el guion.»

## Ficha artística
| Personaje         | Intérprete                 |
| ----------------- | -------------------------- |
| Rogelio           | Karra Elejalde             |
| Ermo              | Carlos Areces              |
| Cipriana          | Pepa Aniorte               |
| Benito            | Jordi Sánchez              |
| Pedro Alberto     | Mikel Losada               |
| Luis              | Andrés Herrera             |
| Don Eulogio       | Ramón Barea                |
| Loreto            | Ylenia Baglietto           |
| Antonio García    | Alen López                 |
| Simón García      | Quique Gago                |
| Gabino García     | Marcos Balgañón Santamaría |
| Padre del caserío | Juan Viadas                |
| Madre del caserío | Ane Gabarain               |